# Ordinul Imperial al Trandafirului

Ordinul Imperial al Trandafirului

Ordinul Imperial al Trandafirului (în portugheză Imperial Ordem da Rosa) este o decorație instituită de împăratul Pedro I al Braziliei la 17 octombrie 1829 pentru a comemora căsătoria sa cu Amélie of Leuchtenberg. 
Distincția a fost desființată la 22 martie 1890 de guvernul interimar al Statelor Unite ale Braziliei